# التوأمان (كوكبة)
كوكبة التوأمان (وهناك خطأ شائع بتسميتها بالجوزاء، بينما كان العرب القدماء يُسمون كوكبة الجبار بالجوزاء) وهناك فرق بين كوكبة الجوزاء وبرج الجوزاء أي أن برج الجوزاء في منطقة البروج وهو التوأمان أما كوكبة الجوزاء فهو كوكبة الجبار وهما قريبين من بعضهما  وكوكبة التوأمان هي من کوکبات في منطقة البروج وتقع بين كوكبتي الثور والسرطان. حيث يمكن للشمس أن تمر من خلاله في أواخر يونيو حتى نهاية يوليو إذ تصل خلال الذروة إلى النقطة الشمالية في حركتها الظاهرية على وجه السماء. تبرز كوكبة التوأمين بفضل النجمين الساطعين «رأس التوأم المؤخر» pollux و«رأس التوأم المقدم» Castor وهي تسمية مأخوذة من موقعي النجمين في الكوكبة.